# Bains municipaux de Mostar
Les bains municipaux de Mostar sont situés en Bosnie-Herzégovine. Construits pendant la période austro-hongroise, ils sont inscrits sur la liste provisoire des monuments nationaux de Bosnie-Herzégovine.